# Стеблин-Каменский, Иван Михайлович
Ива́н Миха́йлович Сте́блин-Каме́нский (5 ноября 1945, Ленинград — 3 мая 2018, Санкт-Петербург) — советский и российский лингвист, академик РАН (2003). Специалист в области иранистики, истории иранских языков, этимологии, фольклора и этнографии иранских народов, переводчик «Авесты», поэт.

## Биография
Родился 5 ноября 1945 года в Ленинграде в семье филолога-скандинависта Михаила Ивановича Стеблина-Каменского. Окончил восточный факультет Ленинградского государственного университета по специальности «иранская филология» в 1968 году. Изучал персидский, осетинский, хорезмийский, авестийский, пушту, среднеперсидский, древнеперсидский, согдийский, таджикский, арабский, древнегреческий и латинский языки; персидскую литературу и материальную культуру Ирана.
С 1964 года участвовал в археологических и этнолингвистических экспедициях в Таджикистане, Туркмении, на Памире, в Туве, на Южном Урале, в Синьцзяне, Киргизии, Иране. Проводил там этнолингвистические и этноботанические исследования. В 1967 году работал учителем русского языка в сельской школе на Памире.
В 1968 году поступил в аспирантуру при Ленинградском отделении Института востоковедения АН (научный руководитель Владимир Аронович Лившиц) и в 1971 году защитил кандидатскую диссертацию на тему «Историческая фонетика ваханского языка».
С 1971 года работал младшим научным сотрудником Ленинградского отделения Института востоковедения. С сентября 1981 года работал старшим преподавателем на восточном факультете ЛГУ (отдельные курсы читал с 1972 года). В 1984 году защитил докторскую диссертацию «Земледельческая лексика памирских языков в сравнительно-историческом освещении» в Институте языкознания АН СССР в Москве.
С 1984 года — доцент кафедры иранской филологии восточного факультета, с 1987 года — профессор, с ноября 1991 года по ноябрь 2006 года — заведующий кафедрой иранской филологии. С сентября 1994 года исполнял обязанности декана Восточного факультета Санкт-Петербургского государственного университета, в июне 1995 года был избран деканом, а в 2000 году был переизбран на второй срок, оставил пост декана в августе 2005 года.
30 мая 1997 года избран членом-корреспондентом РАН по Отделению языка и литературы (языкознание), 22 мая 2003 года — действительным членом РАН по Отделению историко-филологических наук. С декабря 2005 года — главный научный сотрудник Института лингвистических исследований РАН.
Член Всесоюзного географического общества (1966), Российского Палестинского общества (1973), Международного комитета «Корпус ираноязычных надписей» (1989), Общества иранистов Европы (1990); Петербургского литературного общества (1996), Таджикского общества культурных связей с соотечественниками за границей «Пайванд» (1997), Российского общества востоковедов (вице-президент, 1997), Совета регионального общественного движения «Конгресс петербургской интеллигенции» (1999).
Автор более 150 опубликованных работ. Входил в состав редколлегий книжных серий «Литературные памятники» (с 1989) и «Мифы, эпос, религии Востока» (с 1993).

## Основные опубликованные работы

### Книги
- Культурные растения в памирских языках. Очерки по истории лексики памирских языков. Названия культурных растений. — М., 1982. — 168 с.
- Этимологический словарь ваханского языка. — СПб., 1999. — 480 с. (30 п.л.).
- Стеблин-Каменские (Стеблинские, Стеблин-Каминские). Опыт историко-генеалогического исследования. — СПб.: Изд-во ВИРД, 2005. — 312 с. Печ.л. 21,25 (Совместно с В. В. Коротенко, А. А. Шумковым).
- Стихи, пьесы, переводы / [составление, примечания и послесловие, редакция Т. Л. Никольской]. — СПб.: Петербургское востоковедение, 2015. — 320 с., [1] л. цв. портр.

### Издания и переводы
- Сказки народов Памира. Перевод с памирских языков. — М., 1976. — 536 с. (Составление и комментарии совместно с А. Л. Грюнбергом).
- Языки Восточного Гиндукуша. Ваханский язык. Тексты, словарь, грамматический очерк. — М., 1976. — 670 с. (Совместно с А. Л. Грюнбергом).
- Сказки и легенды Систана. Перевод с персидского, составление и комментарии. — М., 1981. — 271 с. (Совместно с А. Л. Грюнбергом).
- La langue wakhi. T.1: Corpus de littérature orale. T.2: Essai grammatical et dictionnaire wakhi-francais. Edité et traduit par Dominique Indjoudjian. Paris, «Editions de la Maison des Sciences de l’Homme», 1988. 290 p. + 376 p. + 7 pl., ill., carte (Перевод на франц. книги, изданной совместно с А. Л. Грюнбергом).
- Авеста. Избранные гимны. Перевод с авестийского и комментарии. — Душанбе: Адиб, 1990. — 176 с.
- Авеста. Избранные гимны. Из Видевдата / Перевод с авестийского И. Стеблин-Каменского. — М.: Дружба народов, 1993. — 208 с.
- Гаты Заратуштры / Пер. с авест., вступ. ст., комм. и прилож. И. М. Стеблин-Каменского. — СПб.: Петербургское востоковедение, 2009. — 192 с. — ISBN 978-5-85803-385-1

### Статьи
- Фольклор Вахана // Фольклор и этнография. — Л., 1970. — С. 212—219.
- Этнолингвистическая характеристика Восточного Гиндукуша // Проблемы картографирования в языкознании и этнографии. — Л., 1974. — С. 276—283 (Совместно с А. Л. Грюнбергом).
- Флора иранской прародины. Этимологические заметка // Этимология. 1972. — М., 1974. — С. 138—140.
- Повседневная и ритуальная пища ваханцев // Страны и народы Востока. — Вып. XVI. Памир. — М., 1975. — С. 192—209.
- Два ваханских топонима // Иранское языкознание. История, этимология, типология (к 75-летию проф. В. И. Абаева). — М., 1976. — С. 182—185.
- Река иранской прародины // Ономастика Средней Азии. — М., 1978. — С. 72—74.
- «Колени» и «локти» памирского субстрата // Переднеазиатский сборник. III. История и филология стран Древнего Востока. — М., 1979. — С. 212—214 (Резюме на англ. языке, с. 276).
- Памирские языки о мифологии древних иранцев // Этнические проблемы истории Центральной Азии в древности (II тысячелетие до н. э.). — М., 1981. — С. 238—241 (Резюме на англ. языке, с. 241).
- Бактрийский язык // Основы иранского языкознания. Среднеиранские языки. — М., 1981. — С. 314—346.
- Историческая классификация ваханских глаголов // Иранское языкознание: Ежегодник. 1980. — М., 1981. — С. 57—66.
- Новые материалы по ваханской лексике // Иранское языкознание: Ежегодник. 1980. — М., 1981. — С. 178—185.
- Венок из Вахана. — Monumentum Georg Morgenstierne. II. «Acta Iranica», vol. 22. Leiden, 1982, p. 227—249.
- Названия пахотного орудия в памирских языках // Иранское языкознание: Ежегодник. 1981. — М., 1985. — С. 154—170.
- Термины орошения в памирских языках // Иранское языкознание: Ежегодник. 1982. — М., 1987. — С. 132—157.
- Iranian languages [of Central Asia] // Encyclopaedia Iranica, ed. by E.Yarshater. Vol. V, fasc.2, p. 223a — fasc.3, p. 226a, New York: Routledge and Kegan Paul, 1990.
- Пардэ «Кербела» // Традиционное мировоззрение у народов Передней Азии: Сб. статей / под ред. М. А. Родионова, М. Н. Серебряковой. — М., 1992. — С. 170—181, Примечания с. 218—221.
- Первое путешествие И. И. Зарубина на Памир летом 1914 г // Вопросы памирской филологии. Вып. 4. — Душанбе, 1992. — С. 21—36; — «Кунсткамера. Этнографические тетради». Вып. 1. — СПб., 1993. — С. 139—150.
- Кому молился и что пил Афанасий Никитин в Индии // Русская литература. — 1995. — № 3. — С. 86—93.
- Памяти Амнуна Давыдова (1935—1993 гг.) // Кунсткамера. Этнографические тетради. Вып. 8-9. — СПб., 1995. — С. 435—442.
- Avestan kəmčiţ paiti čaqrušanąm — «East and West». Vol.45, Nos. 1—4 (December 1995), p. 307—310.
- Лексика полевых работ в памирских языках // «Петербургское востоковедение», вып. 9. Центр «Петербургское Востоковедение». — СПб., 1997 [1998]. — С. 208—226.
- Об А. Н. Болдыреве и его «Осадной Записи». — [Предисловие в кн.:] А. Н. Болдырев. Осадная Запись (Блокадный дневник). Подготовили к печати В. С. Гарбузова и И. М. Стеблин-Каменский. — СПб., 1998. — С. 7—13.
- Eškāš(e)mī. — «Encyclopaedia Iranica», ed. by E.Yarshater. Vol. VIII, fasc. 6 (Mazda Publishers, Cosa Mesa, California, 1998), p. 614b—615b.
- Александр Леонович Грюнберг-Цветинович (1 марта 1930 — 3 марта 1995) // «Страны и народы Востока». Вып. ХХХ: Центральная Азия. Восточный Гиндукуш. — СПб., 1998. — С. 5—29.
- Tādjīkī. Language / Steblin Kamensky I. // Encyclopaedia of Islam. 2nd ed :  [англ.] : in 12 vol. / edited by P. Bearman; Th. Bianquis; C. E. Bosworth; E. van Donzel & W. P. Heinrichs. — Leiden : E.J. Brill, 2000. — Vol. 10. — P. 64b—65a. (платн.)
- Персидские слова с исходом -dar, -tar. — «Востоковедение. 21». — СПб., 1999. — С. 75—100.
- Гаты Заратуштры. Вступление, стихотворный перевод с авестийского и комментарии И. М. Стеблин-Каменского // Вестник древней истории. — 2000. — № 2. — С. 290—300 (Приложение).
- Анекдоты про востоковедов // Scripta Gregoriana: Сборник в честь семидесятилетия академика Г. М. Бонгард-Левина. — М.: Издательская фирма «Восточная литература» РАН, 2003. — С. 470—486.
- Михаил, сын Бориса // Scripta Yemenica. Исследования по Южной Аравии. Сборник научных статей в честь 60-летия М. Б. Пиотровского. — М., 2004. — С. 5—14.
- Сонеты, переводы сонетов и 14-строчных газелей. 14-строчные акростихи // О Востоке, о любви. Стихи восточников и востоковедов к 150-летию Восточного факультета. — СПб., 2005. — С. 137—145.
- Философия Муаллима // Центральная Азия от Ахеменидов до Тимуридов. Археология, история, этнология, культура. Материалы международной конференции, посвященной 100-летию со дня рождения Александра Марковича Беленицкого. — СПб., 2005. — С. 31—35 (Приложение: Стихи, посвященные Муаллиму: С. 35—37).
- Авеста и зороастризм: древность и современность (религия и оккультизм) // Труды Объединенного научного совета по гуманитарным проблемам и историко-культурному наследию. 2004. — СПб., 2005. — С. 139—150.
- Анекдоты про востоковедов (вторая серия) // Turcica et ottomanica: Сборник статей в честь 70-летия М. С. Мейера. — М.: Издательская фирма «Восточная литература» РАН, 2006. — С. 30—48.
- Над поэзией арабистики (к 60-летию Михаила Анатольевича Родионова) // Культура Аравии в азиатском контексте: Сборник статей к 60-летию М. А. Родионова. — СПб.: Петербургское востоковедение, 2006. — С. 5—13.
- Арийско-уральские связи мифа о Йиме // Арийская цивилизация в контексте Евроазиатских культур. — Душанбе, 2006. — С. 100—101.
- Александр Леонович Грюнберг (1 марта 1930 — 3 марта 1995) // Индоиранское языкознание и типология языковых ситуаций: Сборник статей к 75-летию профессора А. Л. Грюнберга (1930—1995) / Отв. ред. М. Н. Боголюбов. — СПб., 2006. — С. 7—22.
- Список трудов Александра Леоновича Грюнберга // Индоиранское языкознание и типология языковых ситуаций: Сборник статей к 75-летию профессора А. Л. Грюнберга (1930—1995) / Отв. ред. М. Н. Боголюбов. — СПб., 2006. — С. 23—31.
- Анекдоты про востоковедов — 3 (третья серия) // Проблемы общей и региональной этнографии (К 75-летию А. М. Решетова). — СПб.: МАЭ РАН, 2007. — С. 353—372.

## Награды
- Нагрудный знак «Почётный работник высшего профессионального образования Российской Федерации» (приказ МОПО РФ 28.01.1999, № 08-11)
- Приказом Президента Республики Таджикистан от 14 апреля 1999 г. (№ 1188) награждён орденом «Дусти» («Дружба») (№ 0021) за «плодотворную работу и выдающиеся заслуги в исследовании истории, языка, литературы и культуры таджикского народа, подготовке научно-педагогических кадров, специалистов с высшим образованием для Таджикистана…»
- «Почётная награда» Университета Сока Гаккаи (Япония, 6 января 2000 г.)
- Лауреат Университетской премии за лучшие научные труды (январь 2001 г.)
- Стипендия им. С. А. Новгородова за вклад в организацию и развитие научно-исследовательской работы студентов из Республики Саха (Якутия) (октябрь 2002 г., свидетельство № 13)
- Медаль «В память 300-летия Санкт-Петербурга» (3 ноября 2003 г., № 210423)
- Медаль «В память 1000-летия Казани» (№ 199357, указ Президента РФ от 30 июня 2005 г.)
- Медаль ордена «За заслуги перед Отечеством» II степени (22 января 2005 года) — за заслуги в научной и педагогической деятельности и большой вклад в подготовку высококвалифицированных специалистов[2].
- Выбран в число «Чехреха-йе мандегар» Исламской Республики Иран («Достойные личности», англ. «Lasting Figures», ноябрь 2005 г.)